# بازی بلاک‌چین
بازی بر پایه بلاک‌چین یا بازی زنجیره بلوکی (همچنین به عنوان یک بازی بر مبنای NFT یا یک بازی بر مبنای رمزنگاری شناخته می‌شود) به بازی ویدیویی گفته می‌شود که شامل عناصری از فناوری‌های بلاک چین مبتنی بر رمزنگاری (به انگلیسی encryption) باشد. عنصر بلاک‌چین در این بازی‌ها اغلب مبتنی بر استفاده از ارزهای دیجیتال یا توکن‌های غیرقابل تعویض (به انگلیسی NFT) است که شرکت‌کنندگان در بازی می‌توانند آن‌ها را بخرند، بفروشند یا با سایر بازیکنان معامله کنند، به‌طوری‌که ناشر بازی ممکن است به عنوان نوعی درآمدزایی، از هر تراکنش هزینه‌ای را به صورت عددی یا درصدی دریافت می‌کند. در برخی موارد، بازیکنان بازی‌های بلاک چین به اندازه‌ای درآمد کسب کرده‌اند که بتوانند هزینه‌های زندگی را بپردازند، بنابراین این بازی‌ها به دسته‌ای از بازی‌های ویدئویی تحت عنوان بازی برای کسب درآمد نیز شناخته می‌شوند. در حالی که بازی‌های بلاک چین از سال ۲۰۱۷ در دسترس هستند، بازی‌های بلاک چین تنها در سال ۲۰۲۱ توجه صنعت بازی‌های ویدیویی را به خود جلب کرده‌اند، به طوری که چندین ناشر بازی تریپل ای قصد قوی برای کشف پتانسیل خود و همچنین انتقاد بازیکنان، توسعه‌دهندگان و شرکت‌های داخلی موجود در صنعت بازی را ابراز کرده‌اند.

## مفاهیم بنیادین
فناوری بلاک‌چین، مانند ارزهای دیجیتال و NFT، به عنوان راه‌های کسب درآمد اضافی برای بازی‌های ویدیویی در نظر گرفته می‌شود. بسیاری از بازی‌های سرویس زنده، گزینه‌های سفارشی‌سازی درون بازی را ارائه می‌کنند، مانند پوسته شخصیت یا سایر آیتم‌های درون بازی، که بازیکنان می‌توانند آن‌ها را کسب کنند و با استفاده از ارز درون بازی با دیگر بازیکنان معامله کنند. برخی از بازی‌ها همچنین امکان داد و ستد اقلام مجازی را با استفاده از ارزهای واقعی فراهم می‌کنند، اما این ممکن است در برخی از کشورهایی که بازی‌های ویدیویی شبیه قمار هستند غیرقانونی باشد و منجر به مشکلات بازار سیاه مانند معامله آیتم‌های مجازی داخل بازی شده‌است، و بنابراین ناشران معمولاً از اجازه دادن به بازیکنان برای کسب درآمد واقعی از بازی‌ها اجتناب می‌کنند. بازی‌های بلاک چین معمولاً به بازیکنان اجازه می‌دهند تا این آیتم‌های درون بازی را با ارزهای رمزنگاری شده مبادله کنند، که سپس می‌توان آن‌ها را با پول مبادله کرد، تا به این شکل از مشکلات مرتبط با بازارهای سیاه به دلیل مسئولیت‌پذیری بلاک چین جلوگیری شود.

## تاریخچه
اولین بازی شناخته شده‌ای که از فناوری‌های بلاک‌چین استفاده کرد، کریپتوکیتیز بود که توسط شرکت آکسیوم زن (به انگلیسی Axiom Zen) در نوامبر ۲۰۱۷ برای رایانه‌های شخصی راه اندازی شد، به اینصورت که بازیکن NFTها را با ارز دیجیتال آتریوم خریداری می‌کرد، هر NFT متشکل از یک حیوان خانگی مجازی بود که بازیکن می‌توانست با سایر حیوانات مجازی اقدام به نسل‌کشی کند تا فرزندانی با آن ایجاد کند که از ترکیب صفات آنها به عنوان NFTهای جدید بهره ببرد. این بازی در دسامبر ۲۰۱۷ زمانی که یک حیوان خانگی مجازی بیش از ۱۰۰٬۰۰۰ دلار آمریکا فروخته شد، خبرساز شد. بازی بچه‌گربه‌های رمزارزی همچنین باعث شد تا مشکلات مقیاس‌پذیری بازی‌های برپایهٔ آتریوم را نشان دهد، به اینصورت که در مدت زمان کوتاهی پس از راه‌اندازی، تراکم قابل‌توجهی را در شبکه آتریوم ایجاد نمود و تقریباً %۳۰ از کل تراکنش‌های آتریوم در آن زمان برای بازی صورت می‌گرفت و تراکنش‌های بازیکن را به تأخیر انداخت. شرکت آکسیوم‌زن نگران بود که آتریوم پس از راه‌اندازی نسخه موبایلی بازی، به ویژه با هجوم کاربران چینی، با مشکلات بیشتری روبرو شود. نمونه اولیه دیگر جعبه شنی (به انگلیسی The Sandbox) است که توسط آنیموکا برندز در سال ۲۰۲۱ راه اندازی شد. در بازی پشتیبانی شده توسط بلاک چین، بازیکنان می‌توانند آیتم‌های درون بازی را با استفاده از جعبه ابزار بازی بسازند و سپس آن‌هایی را که از یک ارز دیجیتال مخصوص بازی استفاده می‌کنند به دیگران بفروشند تا در محیط مجازی خود نمایش دهند. اکسی‌اینفینیتی (به انگلیسی Axie Infinity) که در سال ۲۰۱۸ منتشر شد، نمونه‌ای از یک بازی «بازی برای کسب درآمد» است، که در آن بازیکنان را تشویق می‌کند تا NFTها موجود در بازی را خریداری کنند و آنها را از طریق فعالیت‌های خود در بازی بهبود ببخشند و سپس این NFTها توسط ناشر به سایر بازیکنان فروخته می‌شود و به بازیکنان توسعه دهنده پاداش داده می‌شود. در فیلیپین که این بازی بیشترین محبوبیت را داشت، برخی از بازیکنان توانستند با بازی و مشارکت در ساختار مالی بازی، به اندازه‌ای کسب درآمد کنند که بتوانند هزینه‌های زندگی خود را توسط این کار بپردازند.
در اوایل سال ۲۰۲۰ موفقیت چندانی در بازی‌های ویدیویی با استفاده از بلاک چین به دست نیامده بود، زیرا این بازی‌ها تمایل دارند به جای استفاده از اشکال سنتی‌تر گیم‌پلی روی استفاده از بلاک چین برای عدم قطعیت تمرکز کنند، که جذابیت کمتری را برای اکثر بازیکنان ایجاد می‌کند. چنین بازی‌هایی همچنین ریسک بالایی برای سرمایه گذاران دارند زیرا پیش‌بینی درآمد آنها دشوار است. با این حال، در نیمه دوم سال ۲۰۲۱ موفقیت‌های محدود برخی از بازی‌ها، مانند اکسی‌اینفینیتی در طول همه‌گیری کووید-۱۹، و برنامه‌های مشارکت در محتوای متاورس، علاقه‌مندی به حوزه گیم‌فی (به انگلیسی GameFi) را تقویت کرد، اصطلاحی که نقطه اشتراک بازی‌های ویدیویی و مباحث مالی را که معمولاً توسط ارز بلاک‌چین پشتیبانی می‌شود، توصیف می‌کند. تا پایان سال ۲۰۲۱، چندین ناشر بزرگ از جمله شرکت‌های اسکوئر انیکس، یوبی‌سافت، الکترونیک آرتس و تیک تو اینتراکتیو اعلام کردند که بازی‌های مبتنی بر بلاک‌چین و NFT در آینده مورد توجه جدی شرکت‌ها قرار خواهند گرفت.
در اکتبر ۲۰۲۱، شرکت ولو بازی‌هایی را که از ارزهای دیجیتال و NFT استفاده می‌کنند را از میزبانی در سرویس فروشگاه دیجیتال استیم خود که به‌طور گسترده برای بازی‌های رایانه شخصی استفاده می‌شود، ممنوع کرد و با این مدعی که این یک توسعه برروی سیاست‌های آن‌ها در راستای ممنوعیت بازی‌هایی است که عناصر بازی را با ارزش دنیای واقعی پیشنهاد می‌کند. پیشینه قبلی شرکت Valve با قمار، به ویژه معامله عناصر مجازی با ارزهای دنیای واقعی، به عنوان عاملی در تصمیم‌گیری برای ممنوعیت بازی‌های بلاک‌چین استفاده شده بود. در حالی که روزنامه نگاران و بازیکنان به تصمیم Valve پاسخ مثبت دادند، زیرا بازی‌های بلاک‌چینی و NFT به ابزاری برای کلاهبرداری و تقلب در میان اکثر گیمرهای کامپیوترهای شخصی شهرت داشتند، ناشران و توسعه دهندگان بازی‌های بلاک‌چینی از Valve خواستند در موضع خود تجدید نظر کند. اپیک گیمز که فروشگاه اپیک گیمز را در رقابت با استیم اداره می‌کند، پس از امتناع Valve اعلام کرد که پذیرای بازی‌های بلاک‌چینی خواهد بود.
یوبی سافت با استفاده از فناوری کوارتز یوبی‌سافت (به انگلیسی Quartz) خود که براساس ارز دیجیتال اثبات سهامی تزوس (به انگلیسی Tezos) است، که یوبی سافت ادعا می‌کرد از نظر انرژی کارآمدتر است، ورود خود به بازی‌های بلاک‌چین را اعلام کرد. کوارتز به بازیکنان اجازه خواهد داد تا دیجیتس (به انگلیسی Digits) را که عنصر سفارشی‌سازی کاراکترهای ویژه در بازی‌های ناشران است، به وسیله سرویسی که برای اولین بار برای گوئست ریکان نقطه توقف در دسامبر ۲۰۲۱ راه اندازی شده‌است، خرید و فروش کنند. در همان زمان، ارز تکنیکا بیان کرد که «برنامه‌های یوبی سافت بی‌معنی است» زیرا سیستم کوارتز به قدری توسط یوبی سافت کنترل می‌شود که یک پایگاه داده داخلی معمولی ساده می‌تواند مناسب تر باشد. کاربران از این فناوری انتقاد کردند زیرا شرایط خدمات یوبی‌سافت بیان می‌کند که این شرکت «هیچ مسئولیتی» در قبال ادعاها یا خسارت‌ها ندارد و آگاه است که بلاک چین «ممکن است در معرض ضعف‌های خاصی باشد که آنها را احتمالاً هدف تهدیدهای امنیتی سایبری خاص قرار می‌دهد» و «مسئولیت خطرات ناشی از استفاده از این فناوری جدید» را از خود صلب می‌کند. در ۹ دسامبر، یوبی‌سافت به دنبال واکنش شدید بینندگان و حجم بالای dislike، ویدیوی بیانیه خود را در یوتیوب حذف کرد. اتحادیه کارگری فرانسوی همبستگی فناوری اطلاعات (به انگلیسی Solidaires Informatique) از طرح یوبی‌سافت برای کوارتز انتقاد کرد و اظهار داشت که فناوری بلاک چین «مضر، بی‌ارزش و بدون آینده است» و «فناوری بی‌فایده، پرهزینه و مخرب برای محیط زیست است و هیچ چیز برای بازی‌های ویدئویی به ارمغان نمی‌آورد».
پیتر مولینوکس در دسامبر ۲۰۲۱ اعلام کرد که استودیوی توسعه‌دهنده‌اش به نام توئنی‌تو کنز (به انگلیسی 22cans) در تلاش است تا بلاک‌چین و NFTها را در بازی برنامه‌ریزی‌شده لگسی (به انگلیسی Legacy)، یک بازی شبیه‌سازی تجاری، بگنجاند. به وسیله تکنولوژی بلاک چین، بازیکنان لگسی می‌توانند قطعاتی را ایجاد کنند که بتواند به فروش برسد و توسط سایر بازیکنان به منظور تکمیل ساختار واحدهایشان، و با استفاده از لگسی‌کوین (به انگلیسی LegacyCoin) که یک ارز دیجیتال مبتنی بر ارز دیجیتال آتریوم است، خریداری شود. پیش از انتشار بازی، خریداران بالقوه می‌توانستند سرزمینی را در بازی بخرند که بازیکنان بتوانند کارخانه‌های درون بازی خود را تأسیس کنند، که با فروش این زمین‌های مجازی با ارز دیجیتال لگسی‌کوین تنها چند روز پس از اعلام مولینوکس (به انگلیسی Molyneux) به بیش از ۵۰ میلیون دلار آمریکا رسید.

## انتقادات
فیل اسپنسر، مدیر اجرایی ایکس‌باکس، در رابطه با بازی‌های بلاک‌چینی اظهار داشت که «بعضی از خلاقیت‌هایی که من امروزه می‌بینم بیشتر رنگ و بوی سودجویی دارد تا سرگرمی». هنگامی که پلتفرم-ارتباطی-بازی، Discord در نوامبر ۲۰۲۱ از احتمال ادغام آتریوم در رابط کاربری خود خبر داد، کاربران از گنجاندن ارز دیجیتال در Discord انتقاد کردند و Discord نیز عقب‌نشینی کرد و تأیید کرد که هیچ برنامه مشخصی برای گنجاندن ارز دیجیتال ندارند.
دامیون شوبرت، توسعه‌دهنده MMO، استدلال می‌کند که بسیاری از گام‌های توسعه‌ای بازی‌ها با کمک NFT نیز می‌توانند بدون استفاده از NFT هم حاصل شوند و اینکه گزینه‌های غیر NFT برای پیاده‌سازی این موضوع آسان‌تر خواهند بود.
در نوامبر ۲۰۲۱ راب فاهی در وب‌سایت گیمز نوشت که مدل کسب و کار «بازی برای کسب درآمد» شبیه به سیستم‌های قبلی است که افراد را به رشد کشت طلا تشویق می‌کرد و بزودی توسعه‌دهندگان را به سمت فروش مستقیم «طلا» به بازیکنان با ارز واقعی سوق می‌دهد. وی استدلال کرد که این مدل کسب و کار، به‌طور بالقوه می‌تواند کمبود تصنعی ارز درون بازی و در آیتم‌ها یا شخصیت‌های بازی را مجدد تعریف کند. و بازارهای درون بازی احتمالاً یک سیستم پرداخت خواهند داشت که در آن یک توسعه‌دهنده بازی، سهمی از دادوستدهای بازیکنان در بازار بازی خواهند داشت.
در دسامبر ۲۰۲۱، جی‌اس‌سی گیم ورلد قصد خود را برای گنجاندن NFTها به عنوان بخشی از استالکر ۲ اعلام کرده بود، اما این شرکت نیز یک روز بعد در پی انتقاد بازیکنان اعلام کردند که دیگر موضوع استفاده از NFTها را در بازی دنبال نخواهند کرد.
در دسامبر ۲۰۲۱، در جریان جوایز بازی ۲۰۲۱، جوزف فارِس، کارگردان بازی دو نفر لازم است (به انگلیسی It Takes Two)، اظهار داشت که ترجیح می‌دهد «به زانویش شلیک شود» تا اینکه رمزارزها را در هر یک از بازی‌های خود قرار دهد. جیسون شرایر، روزنامه‌نگار مجله گیمز، مدل بلاک‌چین «بازی برای کسب درآمد» را به‌عنوان یک طرح هرمی توصیف کرد.
گزارش سالانه کنفرانس توسعه دهندگان بازی در سال ۲۰۲۲ بیان کرد که ۷۰٪ از توسعه دهندگان مورد بررسی گفتند که استودیوهای آنها علاقه ای به NFT ندارند، در حالی که ۲۸٪ گفتند که بسیار یا تا حدودی علاقه‌مند به انجام این کار هستند و فقط ۱٪ گفتند که NFTها را در بازی‌های خود ادغام می‌کنند. علاوه بر این، ۷۲ درصد از توسعه‌دهندگان گفتند که علاقه‌ای به ارز دیجیتال به‌عنوان ابزار پرداخت بازی‌ها ندارند، در حالی که ۲۷ درصد گفته‌اند که بسیار یا تا حدودی علاقه‌مند هستند و تنها ۱ درصد گفته‌اند که قبلاً این کار را انجام داده‌اند.
نامه سال جدید اسکوئر انیکس مبنی بر ابراز تمایل خود از استفاده از NFT در بازی‌های ویدیویی، با واکنش شدید طرفداران مواجه شد و بسیاری از آنها نسبت به مقایسه عبارات «بازی برای لذت بردن» و «بازی برای مشارکت» ابراز ناراحتی کردند.